# Delfí de França
|  | «Delfí» redirigeix aquí. Vegeu-ne altres significats a «Delfí (desambiguació)». |

Corona del delfí

Delfí (de l'occità daufin a través del francès dauphin , 'dofí') va ser un títol nobiliari francès utilitzat fins al 1830, reservat als prínceps hereus al tron de França que fossin fills legítims del monarca regnant. L'últim a portar el títol va ser Lluís Antoni de Borbó i Savoia, duc d'Angulema. Per extensió, el terme delfí avui dia s'usa correntment per referir-se al successor designat de manera oficial o oficiosa per a un càrrec.

## Història

Escut d'armes dels delfins de França

Delfí era inicialment el sobrenom, i més endavant el títol, dels senyors del Delfinat, comtes de Viena, que s'autoproclamaven delfins del Vienès i comtes d'Albon. El sobrenom venia del fet que molts dels comtes de Viena es deien Delfí (Daufin) de segon nom, a partir de Guigó IV Delfí, comte d'Albon i de Viena de 1133 a 1142. Aquest nom (llatinitzat Delphinus), que representa l'animal marí, recorda els forts lligams del Delfinat amb la Provença i, així doncs, amb la Mediterrània. Tot imitant els delfins del Vienès, una branca dels comtes d'Alvèrnia va adoptar el títol de delfí d'Alvèrnia, que romandria fins a la Revolució Francesa.
Els hereus del tron de França ostentaven el títol de delfí des que, el 1349, el comte Humbert II de Viena (el títol del qual era Delfí Humbert II) va vendre la seva senyoria d'Albon i del Vienès (des de llavors anomenada Delfinat) a Felip VI de França amb la condició que el tron francès adoptés el títol adjunt a la terra i governés el Delfinat com una província separada i que l'hereu al tron tingués el títol de delfí.
Per tenir el títol de delfí, però, no n'hi havia prou sent l'hereu al tron: calia ser descendent directe del rei regnant. Així, Francesc I, cosí del seu predecessor Lluís XII mai no va ser delfí. Fins al regnat de Lluís XIV es parlava del 'delfí del Vienès. Posteriorment el títol nobiliari va passar a denominar-se delfí de França. El primer príncep francès conegut com el delfí va ser Carles V el Prudent, fill gran de Joan II i net de Felip de Valois. L'últim va ser el duc d'Angulema, fill de Carles X, que va renunciar al títol el 1830, per cedir els seus drets al tron al seu nebot Enric d'Artois.
D'altra banda, entre 1384 i 1389 es va usar de manera efímera el títol de delfí de Girona per designar l'infant Jaume, hereu del rei Joan el Caçador. El títol tradicional dels hereus de la Corona d'Aragó era el de duc de Girona, però és probable que el rei, sota la influència del model francès, hagués volgut distingir el seu fill primogènit amb un títol diferent del dels altres prínceps del casal catalanoaragonès. Després de la mort de l'infant Jaume, el títol de delfí de Girona no es va tornar a utilitzar (més endavant seria anomenat príncep de Girona).

## Llista dels delfins originaris

### Casa d'Albon
- Guigó I el Vell (v. 1000-1070]), es va casar amb Adelaida d'Albon.
- Guigó II el Gras (1020-1079), fill del precedent, es va casar amb Adelaida de Royans, i després amb Agnès de Barcelona (1170).
- Guigó III el Comte (1050-1133), primer comte d'Albon (part meridional de l'antic comtat de Viena), fill del precedent, es va casar amb Matilde d'Albon.
- Guigó IV Delfí (1095-1142), fill del precedent. Es va casar amb Margarida de Borgonya.
- Guigó V (1120-1162), fill del precedent. Es va casar amb Beatriu de Montferrat.
- Beatriu d'Albon] (1161-1202), filla del precedent. Es va casar tres vegades:
  - amb Alberic Tallaferro de Tolosa, fill segon de Ramon V, comte de Tolosa, i de Constança de França;
  - amb Hug III de Borgonya i
  - amb Hug de Coligny.

### Casa de Borgonya
- Guigó VI (1184-1237), fill d'Hug III de Borgonya i de la precedent. Es va casar amb Beatriu de Sabran, i després amb Beatriu de Montferrat.
- Guigó VII (1125-1269), fill del precedent i de Beatriu de Montferrat. Es va casar amb Beatriu de Savoia.
- Joan I (1263-1282), fill del precedent. Es va casar amb Bona de Savoia.

### Casa de La Tour du Pin
- Humbert I (12 ¿?-1306), cunyat del precedent. Es va casar amb Anna de Borgonya, filla de Guigó VII.
- Joan II (1280-1318), fill del precedent. Es va casar amb Beatriu d'Hongria.
- Guigó VIII (1309-1333), fill del precedent. Es va casar amb Isabel de França.
- Humbert II (1312-1355), germà del precedent. Es va casar amb Maria dels Baus.

El 1349, Humbert II ven el Delfinat al rei de França. Aquest en fa l'herència del fill gran, que pren el títol de delfí de França.

## Llista dels delfins del Regne de França (1349-1830)

### Casa de Valois
- Carles de Valois, duc de Normandia (1338-1380), delfí del Vienès (1349-1364) (fill de Joan II, futur Carles V).
- Carles de Valois (1369-1422), delfí del Vienès (1368-1380) (fill de Carles V, futur Carles VI).
- Carles de Valois (1386), delfí del Vienès (1386) (fill de Carles VI).
- Carles de Valois (1392-1401), delfí del Vienès (1392-1401) (segon fill de Carles VI).
- Lluís de Valois, duc de Guiena (1397-1415), delfí del Vienès (1401-1415) (tercer fill de Carles VI).
- Joan de Valois, duc de Turena (1398-1417), delfí del Vienès (1415-1417) (quart fill de Carles VI).
- Carles de Valois, comte de Ponthieu (1403-1461), delfí del Vienès (1417-1422) (cinquè fill de Carles VI, futur Carles VII).
- Lluís d'Orleans (1423-1483), delfí del Vienès (1423-1461) (fill de Carles VII, futur Lluís XI).
- Francesc de Valois (1466), delfí del Vienès (1466) (tercer fill de Lluís XI).
- Carles de Valois (1470-1498), delfí del Vienès (1470-1483) (quart fill de Lluís XI, futur Carles VIII).
- Carles Orland de Valois (1492-1495), delfí del Vienès (1492-1495) (fill de Carles VIII).
- Carles de Valois (1496), delfí del Vienès (1496) (segon fill de Carles VIII).
- Francesc de Valois (1497-1498), delfí del Vienès (1497-1498) (tercer fill de Carles VIII).

### Branca de Valois-Orleans
- NN de Valois (1508), delfí del Vienès (1508) (fill de Lluís XII).
- NN de Valois (1512), delfí del Vienès (1512) (fill de Lluís XII).

### Branca de Valois-Angulema
- Francesc de Valois, duc de Bretanya (1518-1536), delfí del Vienès (1518-1536) (fill de Francesc I).
- Enric de Valois, duc d'Orleans i de Bretanya (1519-1559), delfí del Vienès (1536-1547) (segon fill de Francesc I, futur Enric II).
- Francesc de Valois (1544-1560), delfí del Vienès (1547-1559) (fill d'Enric II, futur Francesc II).

### Casa de Borbó
- Lluís de Borbó (futur Lluís XIII) (1601-1610).
- Lluís de Borbó (futur Lluís XIV) (1638-1643).

#### Canvi de denominació
A partir de Lluís XIV, l'hereu del rei és conegut com a delfí de França i no com, antigament, delfí del Vienès.
- Lluís, el Gran Delfí (1661-1711).
- Lluís, duc de Borgonya (1711-1712).
- Lluís, duc de Bretanya (1712).
- Lluís de Borbó (futur Lluís XV) (1712-1715).
- Lluís (delfí de França) (1729-1765).
- Lluís August, duc de Berry (futur Lluís XVI) (1765-1774).
- Lluís Josep, duc de Bretanya (1781-1789).
- Lluís Carles, duc de Normandia (futur Lluís XVII) (1789-1791; el 1791 el títol es va canviar pel de príncep reial).
- Lluís Antoni, duc d'Angulema (1824-1830).